# Osecký potok (přítok Loučenského potoka)
Osecký potok je drobný vodní tok v okrese Teplice, který stéká úbočím Krušných hor do Mostecké pánve. Je dlouhý 6,2 km, plocha jeho povodí měří 6,4 km² a průměrný průtok v ústí je 0,07 m³/s.

## Průběh toku
Potok pramení v západním úbočí Stropníku v nadmořské výšce asi 860 metrů. Hlubokým údolím, ve kterém obtéká ostroh se zříceninou hradu Rýzmburka, stéká k jihu a pod hradem se stočí k jihovýchodu. Proteče Osekem, za kterým pokračuje napřímeným korytem, a po jednom kilometru se v nadmořské výšce 225 metrů zleva vlévá do Loučenského potoka.

## Mlýny
- Klášterní mlýn – Osek, kulturní památka